# Dicyrtomidae
Dicyrtomidae är en familj av urinsekter. Enligt Catalogue of Life ingår Dicyrtomidae i överfamiljen Dicyrtomoidea, ordningen hoppstjärtar, klassen urinsekter, fylumet leddjur och riket djur, men enligt Dyntaxa är tillhörigheten istället ordningen hoppstjärtar, klassen urinsekter, fylumet leddjur och riket djur. Enligt Catalogue of Life omfattar familjen Dicyrtomidae 32 arter. 
Dicyrtomidae är enda familjen i överfamiljen Dicyrtomoidea.
Kladogram enligt Catalogue of Life och Dyntaxa:
| Dicyrtomidae | \| \| Calvatomina \| \| \| \| \| \| Dicyrtoma \| \| \| \| \| \| Dicyrtomina \| \| \| \| \| \| Ptenothrix \| \| \| \| |
|              | \| \| Calvatomina \| \| \| \| \| \| Dicyrtoma \| \| \| \| \| \| Dicyrtomina \| \| \| \| \| \| Ptenothrix \| \| \| \| |
|              | Calvatomina |
|              | |
|              | Dicyrtoma |
|              | |
|              | Dicyrtomina |
|              | |
|              | Ptenothrix |
|              | |